# Deus
Deus (с лат. — «Боже») — первый трибьют-альбом итальянского певца и киноактёра Адриано Челентано, выпущенный в 1981 году лейблом Clan Celentano.

## Об альбоме
Диск состоит из восьми треков. Музыка альбома представлена такими направлениями, как поп, рок-н-ролл, диско и менто. Большинство композиций являются кавер-версиями песен других популярных исполнителей. В частности, титульная песня «Deus» — это кавер на композицию «Day-O (Banana Boat Song)» Гарри Белафонте, а песня «Dove vai Jack?» — это итальянская версия всемирно известной композиции Рэя Чарльза — «Hit the Road Jack». Песня «Mi fanno ridere» представляет собой итальянскую версию песни «Rip It Up». В альбом также включён кавер на песню «High time we went» Джо Кокера — в 1999 году Челентано исполнил эту песню живьём на своём шоу Francamente me ne infischio совместно с Джо Кокером.
Кроме того, в альбом вошла композиция «Crazy movie» (с англ. — «Сумасшедшая кинокартина»), которая также звучит в фильме «Безумно влюблённый» (в сцене, когда герой Челентано едет по улице на роликовых коньках).
Две песни с альбома были выпущены в качестве сингла — «Deus» и «L’estate è già qua». Изначально альбом выпускался на LP, но в 1995 году он был переиздан на компакт-диске. В том же 1995 году в альбоме Alla corte del remix был издан ремикс на песню «Deus».
Продюсером диска является Мики Дель Прете, многолетний друг и коллега Адриано Челентано. Также, Мики Дель Прете написал несколько текстов песен для этого альбома.

## Список композиций
| №  | Название                                         | Автор(ы)                                                                    | Длительность |
| -- | ------------------------------------------------ | --------------------------------------------------------------------------- | ------------ |
| 1. | «Deus» (Боже)                                    | Адриано Челентано, Гарри Белафонте                                          | 5:41         |
| 2. | «Mi fanno ridere» (Они заставляют меня смеяться) | Кристиано Минеллоно, Джон Мараскалко, Роберта Блэкуэлл                      | 4:23         |
| 3. | «Crazy movie» (Безумная кинокартина)             | Артур Крудап, Кристиано Минеллоно                                           | 2:19         |
| 4. | «Quando» (Когда)                                 | Кристиано Минеллоно, Мальбо, Мики Дель Прете                                | 3:45         |
| 5. | «L’artigiano» (Мастер)                           | Джо Кокер, Крис Стэйнтон                                                    | 7:12         |
| 6. | «L’estate è già qua» (Лето уже здесь)            | Эл Левис, Ларри Сток, Винсент Роуз, Лео Кьоссо                              | 2:35         |
| 7. | «Dove vai Jack?» (Куда идёшь, Джек?)             | Лео Кьоссо, Пэрси Мэйфилд                                                   | 3:23         |
| 8. | «L’ora del rock» (Часы рока)                     | Билл Хейли, Билли Уильямсон, Джонни Гранде, Лучано Беретта, Мики Дель Прете | 2:22         |

## Список синглов
Сторона «А»
| №  | Название         | Автор(ы)                           | Длительность |
| -- | ---------------- | ---------------------------------- | ------------ |
| 1. | «Deus» (1981 г.) | Адриано Челентано, Гарри Белафонте | 5:41         |

Сторона «Б»
| №  | Название                       | Автор(ы)                                       | Длительность |
| -- | ------------------------------ | ---------------------------------------------- | ------------ |
| 1. | «L’estate è già qua» (1981 г.) | Эл Левис, Ларри Сток, Винсент Роуз, Лео Кьоссо | 2:35         |

## Создатели альбома
| - Адриано Челентано — вокал; - Мики Дель Прете (итал. Miki Del Prete) — продюсер; - Пинуччо Пираццоли (итал. Pinuccio Pirazzoli) — аранжировки, гитара; - Паоло Стефан (итал. Paolo Steffan) — гитара; - Клаудио Баццари (итал. Claudio Bazzari) — гитара; | - Джиджи Каппеллотто (итал. Gigi Cappellotto) — бас-гитара; - Туллио Де Пископо (итал. Tullio De Piscopo) — ударные; - Гаетано Леонардо (итал. Gaetano Leandro) — клавишные; - Ноно Лорио (итал. Nino Iorio) — звуковой инженер; - Паоло Боччи (итал. Paolo Bocchi) — сведение. |